# Litoria wollastoni
Litoria wollastoni är en groddjursart som först beskrevs av George Albert Boulenger 1914.  Litoria wollastoni ingår i släktet Litoria och familjen lövgrodor. IUCN kategoriserar arten globalt som livskraftig. Inga underarter finns listade i Catalogue of Life.